# Постпродукция
Постпродукцията е част от кинопроизводството. Включва 3 групи дейности: монтаж, озвучаване и ликвидация.
Филмовият монтаж в днешно време се извършва с помощта на компютърни програми и затова той започва с прехвърляне на изображението от негатива на видео, като после следва технология, идентична с телевизионната. В телевизията постпродукцията включва: монтаж, работа по звука, одобряване на предаването за излъчване, комплектоване и предаване на документацията на продукцията.